# Pour une fête de printemps
Pour une fête de printemps is een compositie van Albert Roussel. Hij schreef het werk terwijl hij ook bezig was met zijn Symfonie nr. 2. De stemming van de werken vertoont dan ook grote gelijkenis. Beide werken beginnen met het oproepen van een stemmige wereld, waarvan de componist zich los probeert te maken. Hij slaagt daar even in, maar het slot is even stemmig en sereen als het begin. Een uitbundig lentefeest werd het niet.
Gabriel Pierné gaf op 29 oktober 1921 leiding aan het Orchestre Colonne in de eerste uitvoering van dit werk. Het werk is opgedragen aan Eugène Gigout, collegacomponist.  
Roussel schreef de volgende muziekinstrumenten voor:
- 1 piccolo, 2 dwarsfluiten, 2 hobo’s, 1 althobo, 2 klarinetten, 3 fagotten
- 4 hoorns, 2 trompetten, 3 trombones, 1 tuba
- pauken, percussie (triangel, tamboerijn, bekkens, grote trom,  1 harp
- violen, altviolen, celli, contrabassen